# Römisch-Germanisches Zentralmuseum
Das Römisch-Germanische Zentralmuseum – Leibniz-Forschungsinstitut für Archäologie (RGZM) in Mainz ist ein weltweit tätiges Forschungsinstitut für Archäologie, das von Bund und Ländern getragen wird und zur Leibniz-Gemeinschaft deutscher Forschungseinrichtungen gehört. Zum 1. Januar 2023 gab das RGZM seinen traditionsreichen Namen auf und benannte sich in Leibniz-Zentrum für Archäologie (LEIZA) um.
Gegliedert in mehrere Abteilungen, arbeitet das Institut im Bereich der Alten Welt sowie seiner Kontaktzonen von der Altsteinzeit bis ins Mittelalter. Daneben unterhält es eine ständige Schausammlung und wendet sich auch durch seine zahlreichen Publikationen und Veranstaltungen der anschaulichen Vermittlung neuester Forschungsergebnisse an eine breite Öffentlichkeit.

## Geschichte
Das Museum wurde 1852, nach dem Beschluss der Tagungen von Dresden und Mainz über den Zusammenschluss aller deutschen Geschichts- und Altertumsvereine gegründet. Einer der Initiatoren des Zusammenschlusses war Ludwig Lindenschmit d. Ä. Er war bereits Mitbegründer der 1844 gegründeten „Gesellschaft zur Erforschung der Rheinischen Geschichte und Altertümer“ in Mainz, des heutigen Mainzer Altertumsvereins, und wurde zum ersten Direktor und Leiter des Römisch-Germanische Zentralmuseums. Zu den Gründungsvätern und einflussreichen Förderern zählte auch der Mainzer Mediziner Carl Wenzel. Neben dem „Römisch-Germanischen Central-Museum“ in Mainz, welches sich der Erforschung der germanischen (heidnischen) und römischen Epoche widmet, wurde auch die Gründung des „Christlich-Germanischen Nationalmuseums“ in Nürnberg, für Altertümer des Mittelalters, beschlossen. Ein Jahr nach Gründung, 1853, fand das Römisch-Germanische Zentralmuseum seinen Platz in zunächst drei Räumen des Kurfürstlichen Schlosses in Mainz. 1854 öffnete das Römisch-Germanische Zentralmuseum erstmals seine Tore zu einer Ausstellung von 388 Exponaten.

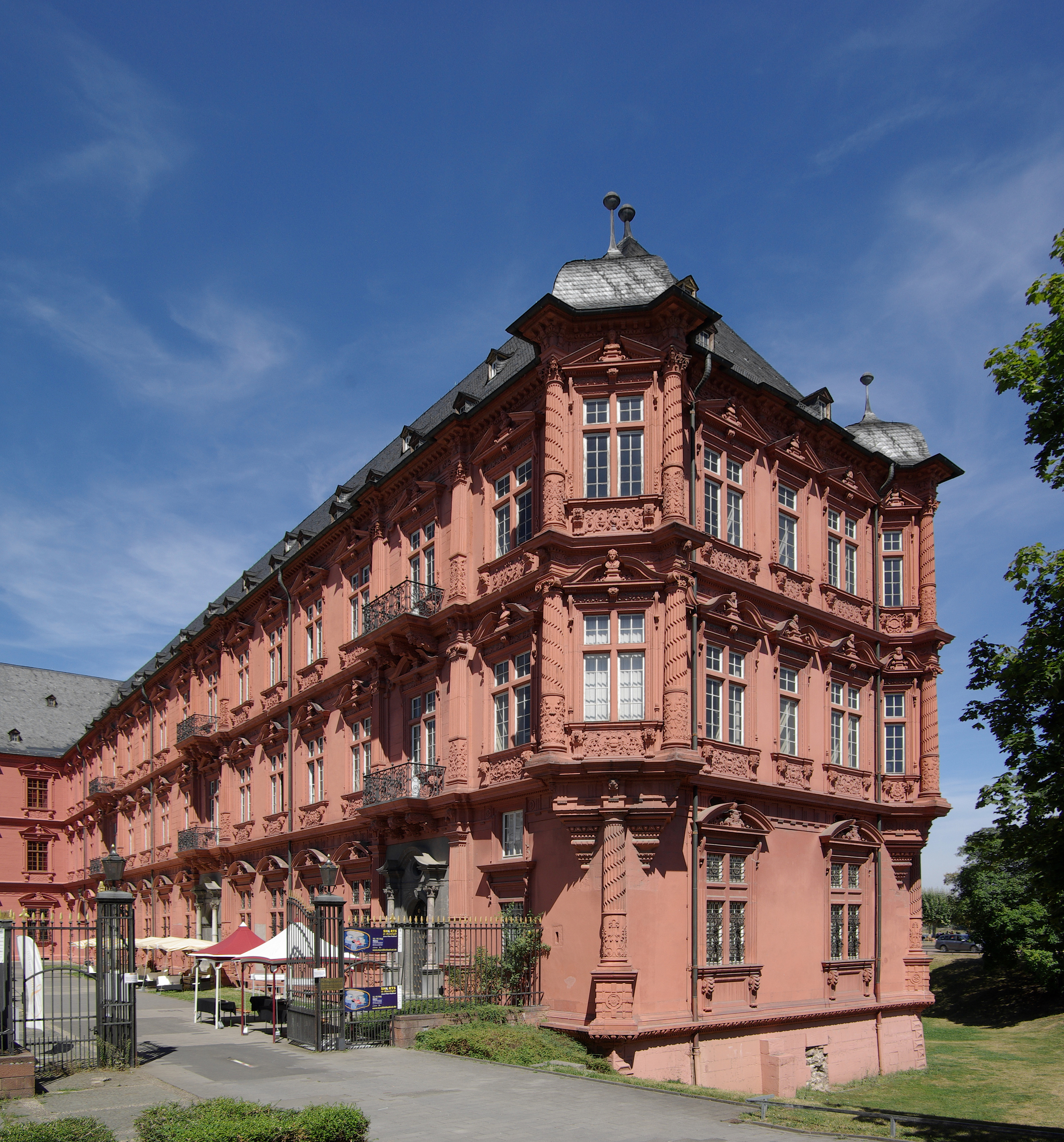
Ostflügel des Kurfürstlichen Schlosses in Mainz, Ort der Ausstellungsräume des Römisch-Germanischen Zentralmuseums bis 2017

In den ersten Jahren nach der Gründung sah sich das Museum mit finanziellen Schwierigkeiten konfrontiert, da es zu Beginn noch keine regelmäßige finanzielle Förderung durch den Landesherren gab. Lediglich kleine Geldsummen wurden dem Museum von der Landesregierung, Fürsten, Königen und später auch dem Kaiser zur Verfügung gestellt. Zu dieser Zeit waren die freiwilligen Beiträge Mainzer Bürger und Verkäufe von Kopien sehr bedeutend. 1855 machte das Nürnberger Museum ein erstes Angebot zur Zusammenlegung der Standorte Mainz und Nürnberg. Dieses und ein weiteres Angebot 1866/67 lehnte Lindenschmit mit der Begründung ab, er befürchte, die Abteilung des Römisch-Germanischen Central-Museums würde vernachlässigt werden. Erst 1872 nach Reichsgründung erhielt das RGZM einen jährlichen Zuschuss. Ludwig Lindenschmit d. Ä. prägte den Charakter des Museums als wissenschaftliche Kopiensammlung zum Studium des klassischen Altertums und der Urgeschichte Deutschlands, darunter hauptsächlich altertümliche Gegenstände der germanischen und römischen Periode.

Nach dem Tod Ludwig Lindenschmits d. Ä. 1893 wurde Karl Schumacher 1900 zum neuen 1. Direktor des RGZM, Lindenschmits Sohn, Ludwig Lindenschmit d. J., erhielt den Posten des 2. Direktors. In den folgenden Jahren wurde die Sammlung durch neue Abgüsse und den Erwerb von Originalen immer wieder erweitert. Auch die zur Verfügung stehenden Räume wurden 1910 um 22 neueingerichtete Räume erweitert. Später kamen das Zeughaus (Sautanzgebäude) als Magazin (1930) und die Schirrmacherei als Werkstatt (1934) zu den Gebäuden des RGZM dazu. Während des Zweiten Weltkrieges wurden große Teile der Ausstellungssäle sowie das Zeughaus und die Werkstatt zerstört und das Schloss wurde, zunächst durch Amerikaner, später durch Franzosen, besetzt. 1952 wurde dann die „Gesellschaft der Freunde des Römisch-Germanischen Zentralmuseums“ gegründet.

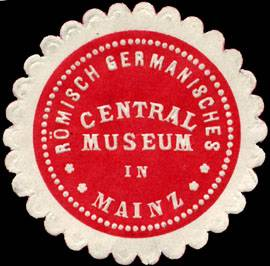
Siegelmarke Römisch Germanisches Central Museum

Die bisherige Präsentation in Mainz führt den Charakter einer Studiensammlung fort, die sich mehr an Fachleute und fachinteressierte Laien als an ein breites Publikum wendet. Das seit 1977 von Bund und Ländern finanzierte Museum, welches seit 2002 zur Leibniz-Gemeinschaft deutscher Forschungseinrichtungen gehört, bietet neben wissenschaftspädagogischen Programmen auch Sonderausstellungen zu aktuellen Forschungsarbeiten an. Zeitweise nahm das RGZM für Rheinhessen auch die Aufgaben der Denkmalpflege wahr und führte dabei auch Ausgrabungen durch. Die Restaurierungswerkstätten des Museums bilden eine Grundlage seiner wissenschaftlichen Arbeiten. Zu diesen kommen noch zahlreiche Forschungsprojekte in den verschiedenen Forschungsbereichen hinzu.
Anfang Dezember 2007 wurde ein Neubau am Südrand der Innenstadt von Mainz, neben dem Museum für Antike Schifffahrt beschlossen. Dort entsteht ein Archäologisches Zentrum. Im Juni 2017 wurde die Dauerausstellung im Kurfürstlichen Schloss im Rahmen der Umzugsvorbereitungen für den Publikumsverkehr geschlossen. Besichtigungsmöglichkeiten gibt es noch zu Sonderveranstaltungen sowie im Museum für Antike Schifffahrt.
Das Bauprojekt war im September 2022 abgeschlossen und die feierliche Schlüsselübergabe an die Generaldirektorin Alexandra W. Busch erfolgte am 28. September des Jahres. Ab Oktober 2022 beginnt der Umzug und wurde bis zum Jahresende durchgeführt. Zum 1. Januar 2023 änderte sich der Name RGZM in Leibniz-Zentrum für Archäologie (LEIZA). Die Eröffnung ist für Frühjahr 2023 geplant.
Am 1. Februar 2023 wurde die neue Homepage "www.leiza.de" in Betrieb genommen.
Generaldirektoren
- Ludwig Lindenschmit d. Ä. (1852–1893)
- Karl Schumacher (1900–1926)
- Gustav Behrens (1927–1952)
- Wolfgang Fritz Volbach (1953–1958)
- Kurt Böhner (1958–1981)
- Konrad Weidemann (1982–2003)
- Falko Daim (2003–2018)
- Alexandra W. Busch (seit 2018)

## Forschung
Das RGZM forscht zur Archäologie der Alten Welt. Abteilungs- und zeitübergreifend wurden zeitlich befristete Forschungsfelder gebildet, bei denen Wissenschaftler der verschiedenen Abteilungen gemeinsam an kulturhistorischen Fragestellungen arbeiten. Es handelt sich dabei um folgende Forschungsfelder:
- „Menschwerdung - Die Evolution menschlichen Verhaltens“
- „Gesellschaftliche Wandlungsprozesse und Dynamiken“
- „Kulturelle und soziale Praktiken“
- „Kulturkontakte“
- „Wirtschaft und Technik“
- „Relikte der Vergangenheit im Heute: Kulturgüterschutz - Authentizität - Rezeption“

Bereits abgeschlossene Forschungsthemen sind:
- Deponierungen in der Vor- und Frühgeschichte
- Studien zur Struktur und Genese von Eliten in vor- und frühgeschichtlichen Gesellschaften
- Reiterkrieger, Burgenbauer. Die frühen Ungarn und das „Deutsche Reich“ vom 9. bis zum 11. Jahrhundert
- Transformation und Kulturaustausch am Rand der mediterranen Welt: Das Bergland der Krim im Frühmittelalter
- Kooperation Byzantinische Archäologie Mainz, daraus hervorgegangen: Leibniz-Wissenschaftscampus Mainz: Byzanz zwischen Orient und Okzident

Neben diesen Forschungen mit Schwerpunkten wurden etwa folgende weitere Themen im Rahmen von Projekten erforscht:
- Das kurze Leben einer Kaiserstadt – Alltag, Umwelt und Untergang des frühbyzantinischen Caričin Grad (Iustiniana Prima?)
- Weltweites Zellwerk
- Archäologische Beiträge zur Umweltforschung
- Das Grab des fränkischen Königs Childerich I.
- Nachbauten antiker und mittelalterlicher Orgeln aus dem römischen und byzantinischen Kulturkreis – ein Beitrag zur Musikarchäologie
- Tierknochenfunde aus dem awarischen Gräberfeld an der Wiener Csokorgasse (11. Bezirk)
- Deutsch-chinesische Zusammenarbeit zur Erhaltung und der Erforschung des Kulturerbes – Außenstelle in Xi’an (Provinz Shaanxi)

Am RGZM wurde bis 2016 die Datenbank Samian Research, eine Online-Funddatenbank zu Terra Sigillata, in Zusammenarbeit mit den Universitäten von Reading und Leeds geschaffen. Heute können etwa eine Viertelmillion Einträge verknüpft und untersucht werden.

## Kompetenzbereiche
Das einzigartige hauseigene Wissensfundament des RGZM vereint umfangreiche technische Infrastrukturen mit einer fachlich und personell breit aufgestellten wissenschaftlichen Expertise, die auf verschiedene Kompetenzbereiche verteilt ist. Innerhalb dieser miteinander verzahnten Bereiche tragen Grundlagenprojekte und explorative Forschungen zum Ausbau des Wissensfundaments bei. Sie dienen dazu, wichtige Materialquellen so weit zu erschließen oder neue Methoden bis zu einem Grad zu entwickeln und zu testen, dass Folgeprojekte mit weiterreichenden Forschungsfragen darauf aufbauen können.
- Pleistozäne und Frühholozäne Archäologie
- Vorgeschichte
- Römische Archäologie
- Frühgeschichte und Byzanz
- Restaurierung, Konservierung und Materialanalytik
- Emmy Noether-Nachwuchsgruppe SEAFRONT

## Restaurierungswerkstätten
Ein Schwerpunkt der Arbeit des RGZM liegt in der Bearbeitung von Fundgegenständen. Dies geschieht in den bedeutenden Restaurierungswerkstätten. Dort wurden unter anderem die Ausrüstung der Gletscherleiche „Ötzi“ oder auch der aus Messing gearbeitete Eber von Soulac-sur-Mer untersucht und bearbeitet. Die Werkstätten sind in die Bereiche Restaurierung/Konservierung, Dokumentation und Archäometrie gegliedert, diese zählen mit über 30 Mitarbeitern zu den weltweit größten Einrichtungen dieser Art und genießen einen internationalen Ruf. Es findet eine enge Zusammenarbeit zwischen Restauratoren, Naturwissenschaftlern und Archäologen statt, sowie eine Kooperation mit der archäologischen und geowissenschaftlichen Fakultät der Universität Mainz und dem Institut für Raumbezogene Informations- und Messtechnik der Hochschule Mainz. Die Werkstätten sind nach materialspezifischen Gesichtspunkten unterteilt in:
- Keramikwerkstatt
- Abformwerkstatt
- Kolorierwerkstatt
- Glaswerkstatt
- Zwei Goldschmiedewerkstätten für herstellungstechnische Untersuchung und Nachbildung von Edelmetallobjekten
- Drei Metallwerkstätte für Bearbeitung archäologischer Objekte aus unedlen Metallen
- Morphologische Untersuchung und Konservierung von organischen Resten und kleinen Objekten aus organischem Material
- Abteilung Holzkonservierung im Museum für Antike Schifffahrt für große Objekte aus archäologischem Nassholz

Untersuchungen der Objekte finden in unterschiedlicher Form statt.
Bildgebende Verfahren:
- Mikro- und Endoskopie
- Rasterelektronenmikroskop (REM)
- Röntgenradiographie
- Computertomographie

Für die Untersuchung chemischer Zusammensetzung anorganischer Materialien:
- Röntgenfluoreszenzanalyse (RFA)
- Mikrosonde (EMS)
- Spurenelementanalytik mit Massenspektrometer mit induktiv gekoppeltem Plasma (ICP-MS)

Zur Phasenidentifizierung unterschiedlicher chemischer Verbindungen:
- Röntgendiffraktion
- Infrarotspektroskopie
- UV/VIS-Spektroskopie

Primär wird die Auswahl der Objekte nach wissenschaftlichem Interesse getroffen. Kulturhistorisch bedeutende Funde, welche eine besonders schwierige Restaurierung/Konservierung durch Spezialverfahren und eine hoch entwickelte Logik erfordern, sind ebenfalls von großem Interesse. Die außergewöhnlichsten und wichtigsten Funde werden dabei für die Sammlung des Hauses originalgetreu nachgebildet. Eine weitere Aufgabe der Werkstätten besteht in der Entwicklung neuer, moderner Restaurierungs-, Konservierungs- und Nachbildungsverfahren.
Seit dem Wintersemester 2007/08 boten das RGZM und die Universität Mainz ein duales BA-Studium Archäologische Restauration an, dieser wird mit Ende des Wintersemesters 2023/24 eingestellt.

## Weitere Standorte
- Vulkanpark
- Museum für Antike Schifffahrt
- MONREPOS. Archäologisches Forschungszentrum und Museum für menschliche Verhaltensevolution

## Sonstige Angebote
Wintervorträge gewähren seit Jahrzehnten einen Einblick in aktuelle Forschungen. In dieses Vortragsprogramm eingegliedert sind Fachvorträge der Reihe Byzanz in Mainz.

## Förderverein
Das Museum wird finanziell und ideell von der Gesellschaft der Freunde des Römisch-Germanischen Zentralmuseums in Mainz e. V. unterstützt und führt ein umfangreiches Vortrags- und Führungsprogramm sowie Exkursionen durch.

## Verlag des RGZM
Im Verlag des RGZM erscheinen wissenschaftliche Zeitschriften und Monographienreihen zur Archäologie. Darüber hinaus informieren Ausstellungskataloge und populärwissenschaftliche Bücher ein breites Publikum über neue Forschungsergebnisse aus der Archäologie. Das Publikationsprogramm umfasst aktuell drei Zeitschriften und acht Monographienreihen, dabei handelt es sich überwiegend – nicht selten fremdsprachige – wissenschaftliche Veröffentlichungen für die internationale Fachwelt. Ein Teil der Publikationen wendet sich aber auch an ein breiteres Publikum.
Zeitschriften
- Jahrbuch des Römisch-Germanischen Zentralmuseums Mainz (Open Access)
- Archäologisches Korrespondenzblatt (Open Access)
- Restaurierung und Archäologie (2008–2017; Open Access)

Wissenschaftliche Reihen
- Monographien des RGZM (Open Access)
- Katalog Vor- und Frühgeschichtlicher Altertümer
- RGZM Tagungen (Open Access)
- Vulkanpark-Forschungen
- Corpus Signorum Imperii Romani Deutschland

Populärwissenschaftliche Reihen
- Mosaiksteine – Forschungen am RGZM
- Populärwissenschaftliche Reihe
- Führer durch die Darstellungen